# Vallières (Haiti)
Vallières, in creolo haitiano Valyè, è un comune di Haiti, capoluogo dell'arrondissement omonimo nel dipartimento del Nord-Est.